# Epitola jacksoni
Epitola jacksoni är en fjärilsart som beskrevs av Roche 1954. Epitola jacksoni ingår i släktet Epitola och familjen juvelvingar. Inga underarter finns listade i Catalogue of Life.